# جوني بلكينغتون
جوني بلكينغتون (بالإنجليزية: Johnny Pilkington)‏ هو لاعب قذف أيرلندي، ولد في 1 يوليو 1970 في Birr, County Offaly ‏ في جمهورية أيرلندا.